# Memecylon korupense
Espèce
Memecylon korupense R.D. Stone est une espèce de plantes à fleurs de la famille des Melastomataceae. Endémique du Cameroun, elle a été découverte dans le parc national de Korup (région du Sud-Ouest). 